# 塔拉西夫卡 (霍羅爾市鎮)
塔拉西夫卡（烏克蘭語：Тарасівка），是烏克蘭中部波爾塔瓦州盧布尼區霍罗尔市镇内的村庄。處於蘇拉河左岸，海拔高度98米，2001年該村庄人口500。